# St. Leonhard (Diepoltshofen)

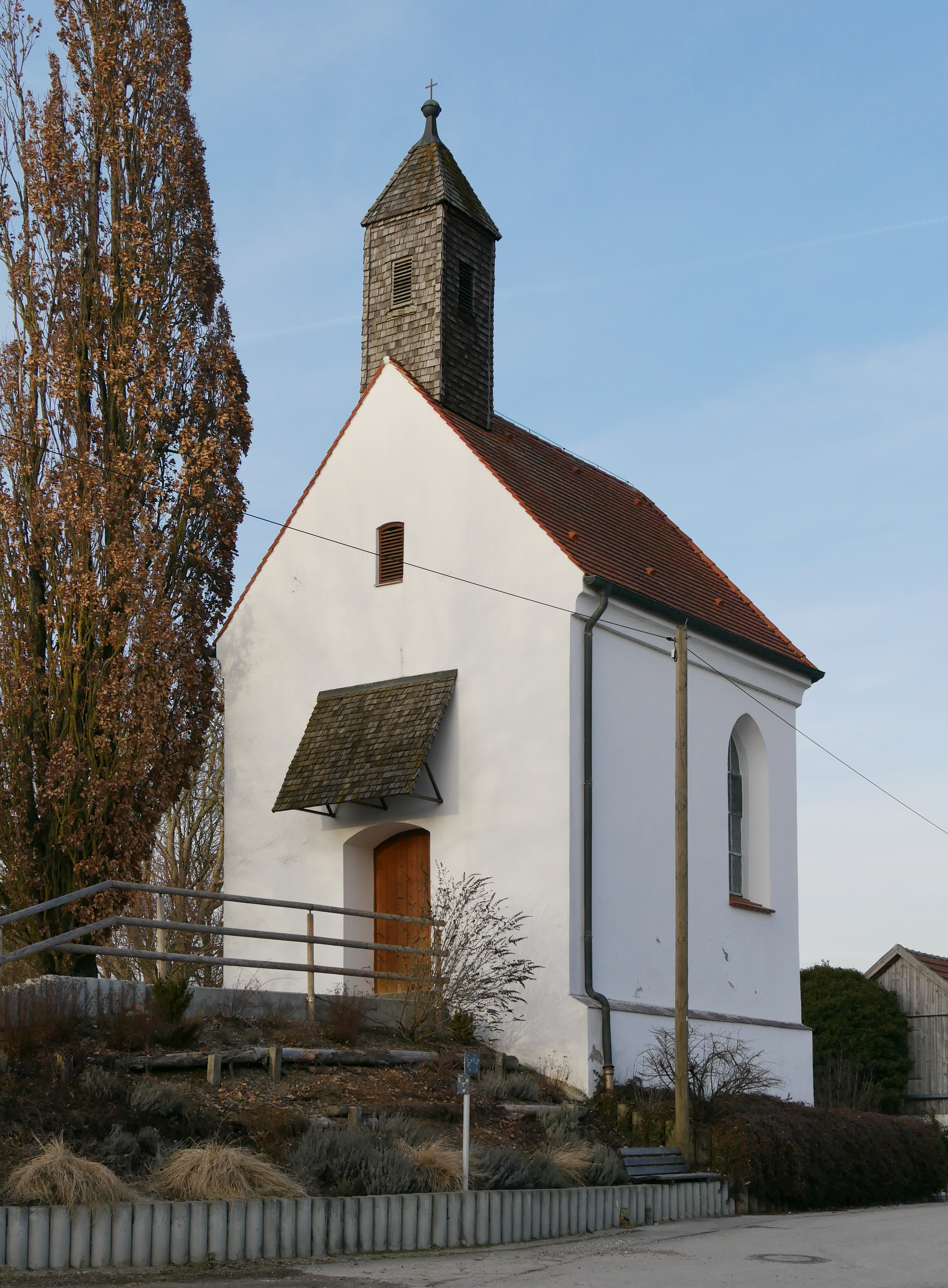
Kapelle St. Leonhard in Diepoltshofen

Innenansicht mit Altar

Die katholische Kapelle St. Leonhard in Diepoltshofen, einem Gemeindeteil von Maisach im oberbayerischen Landkreis Fürstenfeldbruck, wurde im 14./15. Jahrhundert errichtet. Die dem heiligen Leonhard geweihte Kapelle ist ein geschütztes Baudenkmal.
Die Kapelle besteht aus dem gotischen Chor einer 1780 eingestürzten Kirche. Auf dem westlichen Giebel sitzt ein Dachreiter.
Im barocken Altar steht eine Muttergottes sowie die Figuren des heiligen Leonhard und des heiligen Wolfgang, die um 1480/90 geschaffen wurden.